# Jüdischer Friedhof (Banteln)

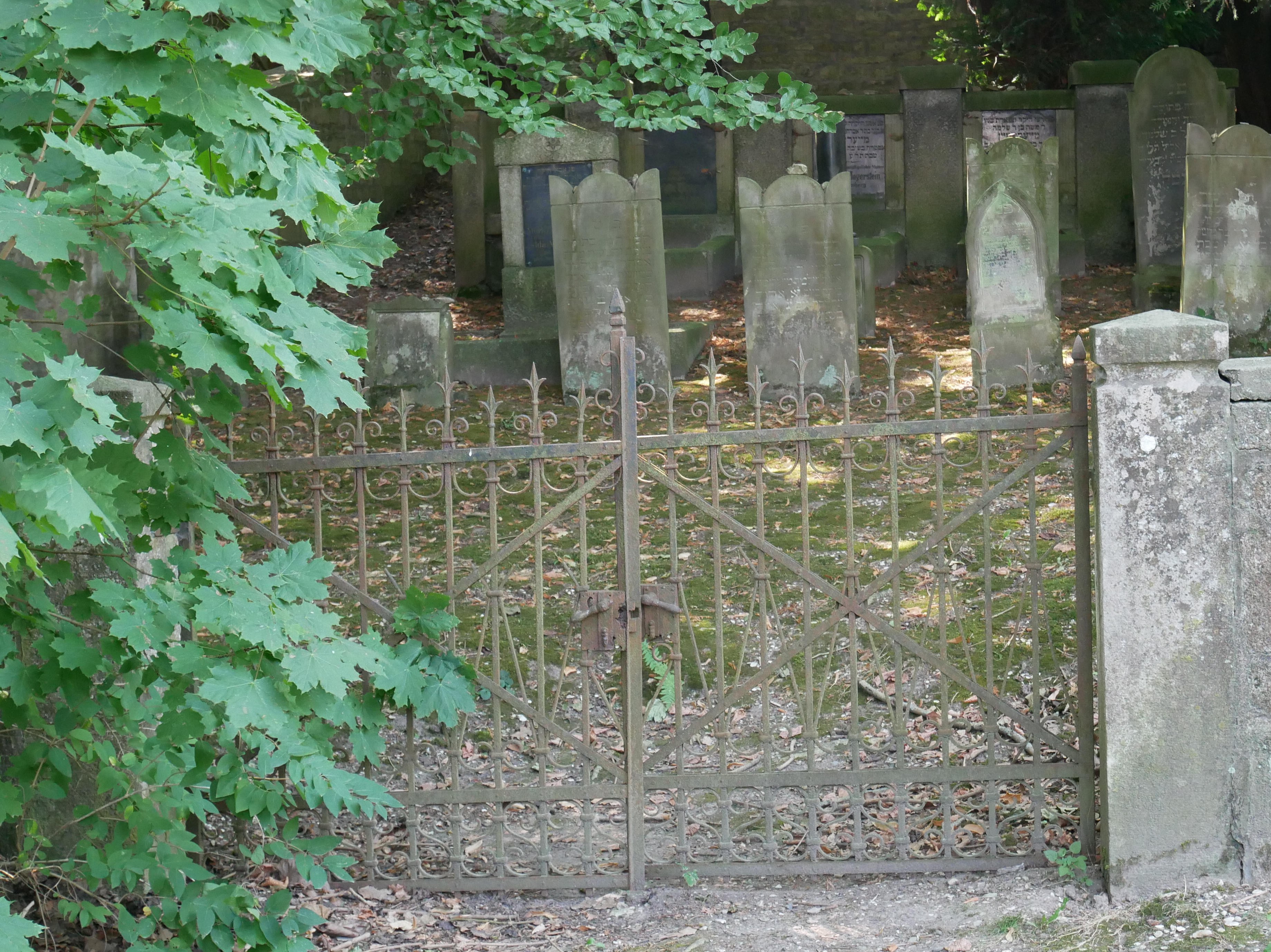
Eingang zum Friedhof

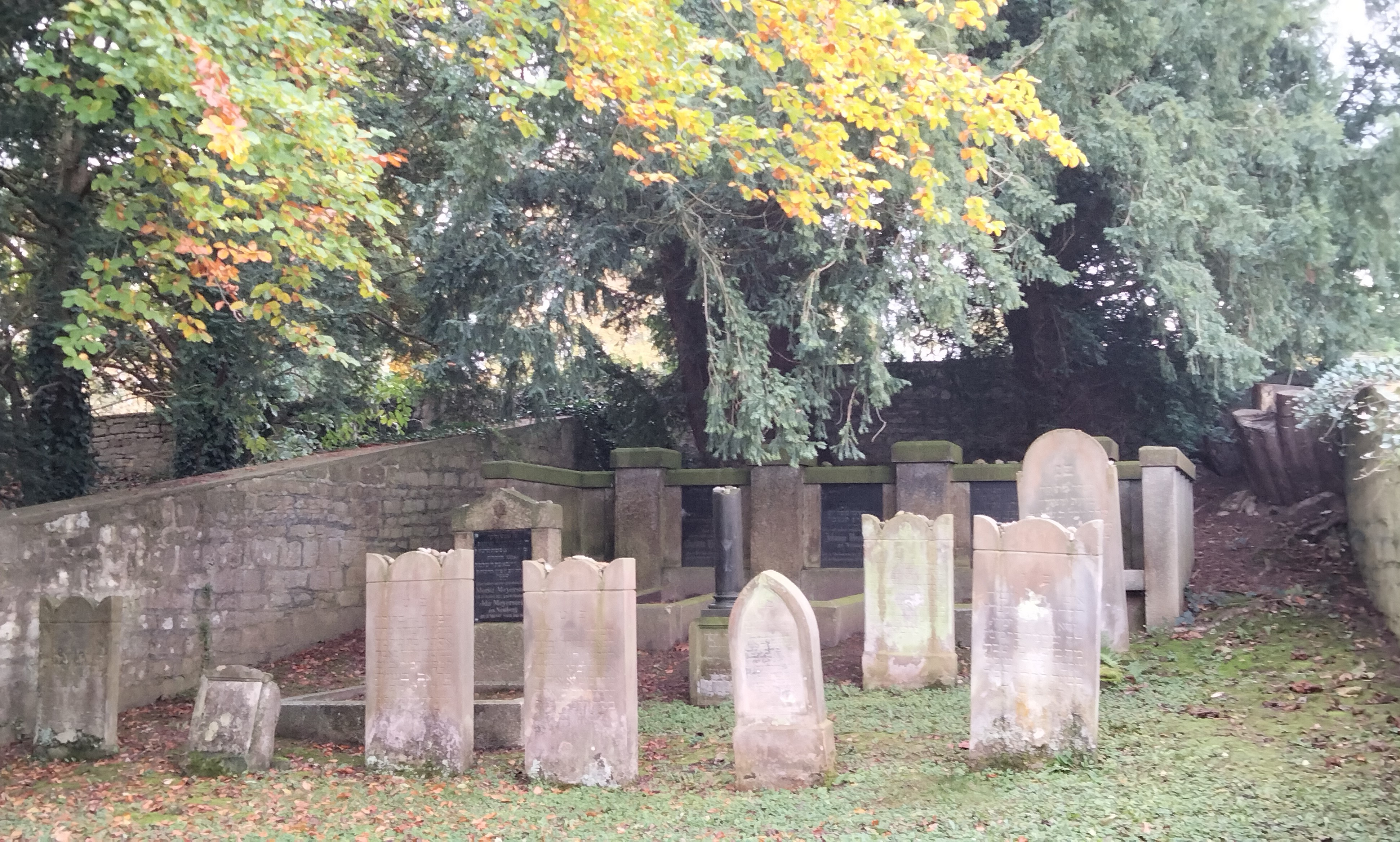
Jüdischer Friedhof Banteln 2024

Der Jüdische Friedhof in Banteln, einem Ortsteil der Stadt Gronau in der Samtgemeinde Leinebergland im niedersächsischen Landkreis Hildesheim, ist ein geschütztes Kulturdenkmal.
Auf dem Friedhof, der von 1815 bis 1917 belegt wurde, befinden sich 13 Grabsteine.
Ab 1843 gehörten die Juden von Banteln zur Synagogengemeinde Salzhemmendorf und ab 1855 zur Synagogengemeinde Gronau.